# Distrito de Jayezan
Distrito de Jayezan (en persa: بخش جایزان‎) es un distrito (bakhsh) en el condado de Omidiyeh, provincia de Juzestán, Irán. 

## Población
En el censo de 2006, su población era de unos 15.158, con un total de 3.110 familias.

## Distribución
El distrito tiene una ciudad: Jayezan. El distrito tiene dos distritos rurales (dehestan): el distrito rural de Jayezan y el distrito rural de Julaki .